# Nototeuthis dimegacotyle
Nototeuthis dimegacotyle är en bläckfiskart som beskrevs av Nesis och Ennafa Vasil'evna Nikitina 1986. Nototeuthis dimegacotyle ingår i släktet Nototeuthis och familjen Neoteuthidae. Inga underarter finns listade i Catalogue of Life.